# 아트라파다
《아트라파다》(스페인어: Atrapada)은 1991년 방영된 멕시코의 텔레노벨라이다.